# Battaglia di Khafji
La battaglia di Khafji è stato il primo grande scontro della guerra del Golfo; fu combattuta vicino alla città di Khafji, in Arabia Saudita, tra il 29 gennaio e il 1º febbraio 1991 e segnò il culmine della campagna aerea della Coalizione, cominciata il 17 gennaio.
Il leader iracheno, Saddam Hussein, che aveva già tentato, fallendo, di fermare le truppe della Coalizione colpendo le posizioni saudite, i magazzini di petrolio e lanciando i missili Scud su Israele, ordinò l'invasione dell'Arabia Saudita penetrando dal Kuwait meridionale. La 1ª e la 5ª Divisione meccanizzata e la 3ª Divisione corazzata irachene ricevettero l'ordine di eseguire l'invasione diretti verso Khafji e attaccare gli americani, i sauditi e qatarioti lungo la costa. Le tre divisioni, danneggiate gravemente dagli attacchi aerei della Coalizione nei giorni precedenti, attaccarono il 29 gennaio, ma furono respinte dai Marines, dai Ranger e dagli aerei della Coalizione; tuttavia una colonna di unità irachene riuscì a raggiungere la città e occuparla nella notte tra il 29 e il 30 gennaio. Tra il 30 gennaio e il 1º febbraio, due battaglioni della Guardia nazionale saudita e due compagnie di carri qatarioti tentarono di riprendere la città, aiutati dagli aerei della Coalizione e dall'artiglieria americana, completando la missione in giornata.
La battaglia dimostrò, in epoca moderna, come la potenza aerea in supporto alle forze di terra possa essere di grande aiuto per fermare e sconfiggere una vasta operazione nemica. Fu inoltre un ottimo test per le forze saudite e del Qatar. Anche se inizialmente la cattura della città fu usata come propaganda del governo iracheno, in seguito alla riconquista fu un buon balzo positivo per il morale delle forze della Coalizione.

## Antefatti
Il 2 agosto 1990, l'esercito iracheno invase e occupò il confinante stato del Kuwait. L'invasione, che seguì l'inconclusiva guerra Iran-Iraq e tre decenni di conflitti politici con il Kuwait, offrì a Saddam Hussein l'opportunità di ridurre il dissenso politico del paese e appropriarsi delle risorse petrolifere kuwaitiane, una manna in un periodo di ribasso del prezzo del petrolio.
In risposta, le Nazioni Unite cominciarono a richiedere ufficialmente il ritiro delle forze irachene dal Kuwait. Per timore che l'Arabia Saudita sarebbe stata la prossima ad essere invasa, il governo saudita chiese un immediato sostegno militare. Gli Stati Uniti quindi riunirono una forza militare da diverse nazioni, riunite nella Coalizione, stabilendola proprio nella penisola arabica. Inizialmente, Saddam Hussein tentò di minacciare la Coalizione affermando che avrebbe sabotato la produzione e l'esportazione del petrolio iracheno e kuwaitiano. Nel dicembre 1990, l'Iraq sperimentò l'uso di esplosivo per distruggere i pozzi petroliferi, sviluppando così la capacità di distruggere le infrastrutture petrolifere del Kuwait su vasta scala. Il 16 gennaio, l'artiglieria irachena distrusse un magazzino di stoccaggio del petrolio a Khafji mentre il 19 aprirono le pompe del complesso di Ahmadi, riversando petrolio greggio nel Golfo Persico con un tasso di 200 000 barili al giorno, in uno dei peggiori disastri ecologici fino ad allora.
Nonostante le minacce, la Coalizione diede il via ad una campagna aerea lunga trentotto giorni, a partire dal 17 gennaio 1991. In una stima di 2 000 missioni al giorno, fu distrutto il sistema difensivo e le forze aeree irachene, le cui missioni invece erano di circa 200, prima della guerra, e che diminuirono di giorno in giorno fino a quasi nessuno dal 17 gennaio. Il terzo giorno della campagna molti piloti iracheni attraversarono il confine con l'Iran pur di non essere distrutti. La campagna aerea aveva come obiettivi anche i siti di comando e controllo, i ponti, le ferrovie e le installazioni di stoccaggio petrolifere.
Saddam Hussein non ritenne che la campagna aerea avrebbe eroso il morale iracheno e che gli Stati Uniti non avrebbero mai corso il rischio di perdere vite umane in azioni di guerra e quindi di dover fare i conti con truppe di terra della Coalizione. Nel tentativo di provocare uno scontro di terra, ordinò alle forze irachene di lanciare i missili Scud contro Israele, continuando intanto a minacciare di distruggere i pozzi del Kuwait. Questi tentativi non ebbero successo, così Saddam decise di lanciare un'offensiva limitata in Arabia Saudita con l'intento di infliggere pesanti perdite all'esercito della Coalizione.
Con il proseguire della campagna aerea, la Coalizione non ritenne più reale la possibilità di un'offensiva irachena. Gli Stati Uniti quindi ridispiegarono il XVIII Corpo Aviotrasportato e il VII Corpo d'Armata 480 km più a ovest. La leadership della Coalizione credette che se gli iracheni avessero attaccato lo avrebbero fatto dai campi petroliferi di al-Wafra, nel Kuwait meridionale.

## Ordine di battaglia

### Coalizione
Durante l'organizzazione delle forze, gli Stati Uniti costituirono dei posti di blocco lungo il confine tra l'Arabia Saudita e il Kuwait per ottenere informazioni sulle forze irachene. Lo spionaggio fu portato a termine dai SEAL, da unità da ricognizione degli US Marines e dalle Forze Speciali statunitensi. La Postazione d'Osservazione 8 era la più a est, sulla costa, mentre le altre sette erano posizionate ogni 20 km verso ovest, fino alla fine del "tacco", l'estremità meridionale del Kuwait. Le Postazioni 7 e 8 sovrastavano l'autostrada che si dirigeva verso Khafji, considerata la migliore via per l'invasione della città stessa. La 1ª Divisione Marine statunitense aveva tre compagnie nelle Postazioni 4, 5 e 6, mentre il 2º Battaglione Fanteria Corazzata Leggera della 2ª Divisione Marine creò uno sbarramento difensivo tra la Postazione 1 e il campo petrolifero di Al-Wafrah.
I sauditi affidarono la difesa di Kafji alla 2ª Brigata della Guardia nazionale saudita e ad un battaglione corazzato qatariota, uniti nella Task Force Abu Bakr. Il 5º Battaglione della 2ª Brigata si dispose a difesa della città a nord ed ovest, dietro alla Postazione 7. All'epoca, la Brigata saudita poteva contare su quattro battaglioni motorizzati, ognuna con tre compagnie di linea. La brigata aveva una stima di 5 000 soldati. I sauditi dispiegarono anche la Task Force Tariq, formata da Marines sauditi e un battaglione di fanteria del Marocco. Altre due Task Force, la Ottomana e la Omar costituite da due brigate meccanizzate del Ministero della Difesa e dell'Aviazione, facevano scudo circa a 3 km più a sud del confine. Le difese principali si posizionarono a 20 km più a sud dello scudo difensivo.
La maggior parte del contingente arabo era guidato dal generale sultano Al-Mutairi. Le forze attorno a Khafji era parte del Comando Forze Unite Est (Joint Forces Command-Est) mentre il Comando Forze Unite Nord (Joint Forces Command-North) difendeva l'area tra la Postazione 1 e il confine tra Iraq e Kuwait.

Il "tacco" del Kuwait

|                  | AMX-30            | V-150           | LAV-25                   |
| ---------------- | ----------------- | --------------- | ------------------------ |
| Peso             | 36 t              | 10 t            | 16,3 t                   |
| Cannone          | 105 mm Modello F1 | 90 mm Cockerill | 25 mm cannone automatico |
| Munizioni        | 50 cariche        | 39 cariche      | 420 cariche              |
| Autonomia        | 600 km            | 643 km          | 660 km                   |
| Motore           | 780 hp            | 202 hp          | 350 hp                   |
| Velocità massima | 60 km/h           | 88 km/h         | 99 km/h                  |

### Iraq
Fondamentale per l'offensiva in Arabia Saudita fu il 3º Corpo d'Armata iracheno, la 1ª Divisione Meccanizzata del 4º Corpo d'Armata e alcune unità di Commando. Il 3º Corpo, comandato dal generale Salah Aboud Mahmoud che avrebbe comandato l'intera offensiva, era costituito dalla 3ª Divisione Corazzata e la 5ª Divisione Meccanizzata, oltre a diverse divisioni di fanteria. Il comandante del 4º Corpo era il generale Yaiyd Khalel Zaki. La 3ª Divisione Corazzata possedeva diversi carri T-72, l'unica unità non appartenente alla Guardia Repubblicana a possederli, mentre gli altri battaglioni corazzati avevano T-62 e T-55, alcuni dei quali erano stati equipaggiati con una corazza reattiva simile a quella ideata dai sovietici, chiamata BDD.
Durante la battaglia di Khafji, queste migliorie salvarono i T-55 dall'impatto con i missili anticarro MILAN. Queste divisioni possedevano anche veicoli corazzati com il BMP-1, veicoli da ricognizione BRDM-2 e diversi tipi d'artiglieria. Dispiegati lungo il fronte, anche se non furono impiegati in battaglia, vi erano cinque divisioni di fanteria a cui era stato ordinato appunto di rimanere al confine.

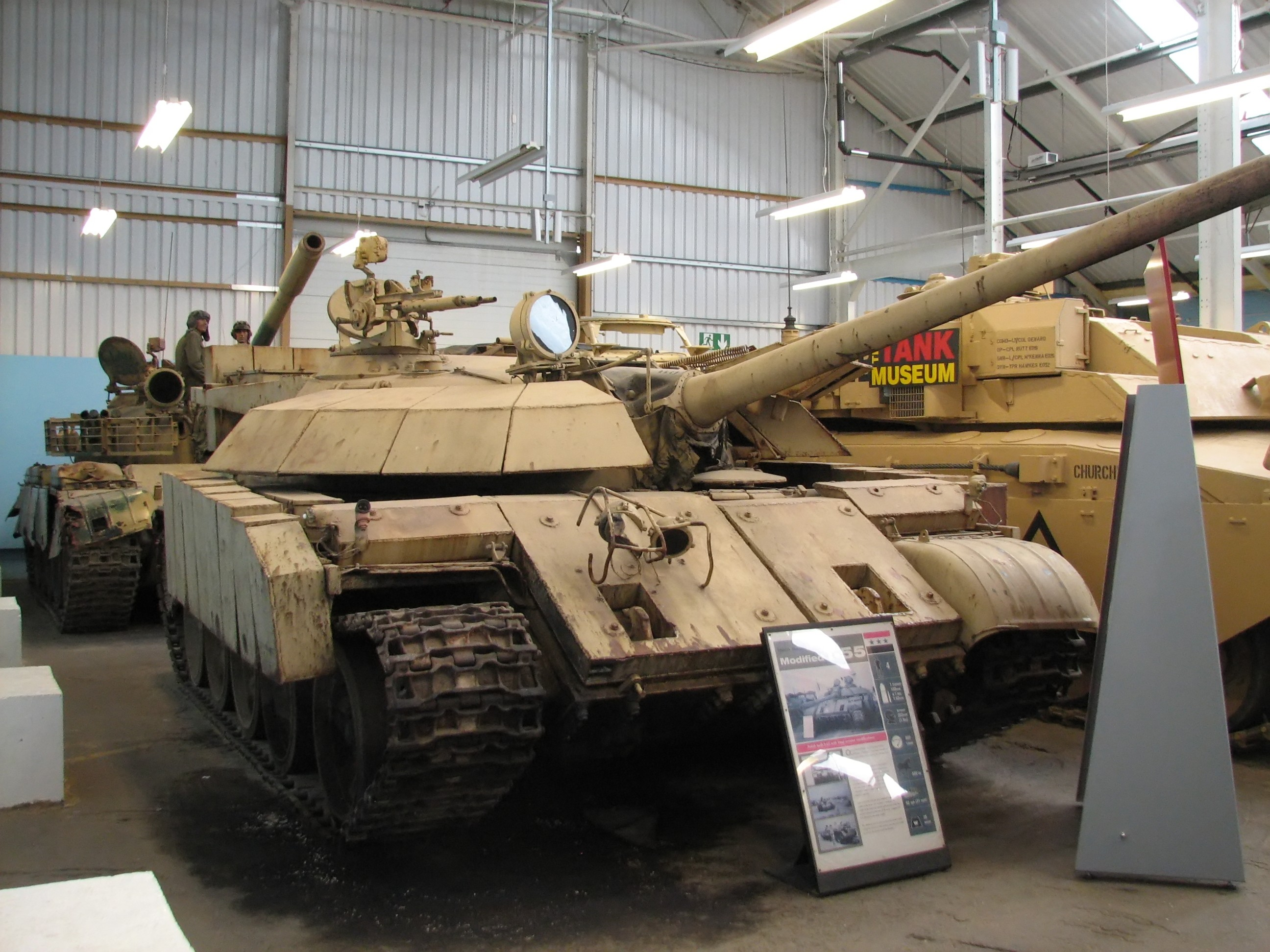
Un T-55 iracheno modificato che prese parte alla battaglia

Le ricognizioni dei marines statunitensi stimarono la forza delle unità irachene presso il confine a 60 000 uomini, in cinque o sei divisioni. Le divisioni di fanteria erano costituite da tre brigate più un'unità di commando, anche se potevano raggiungere le otto brigate; il calcolo degli effettivi risultò tuttavia sovrastimato a causa della diserzione.
Le divisioni meccanizzate e corazzate erano formate da tre brigate ognuna con quattro battaglioni; in base al tipo di divisione di appartenenza, vi erano tre battaglioni di un tipo, meccanizzati o corazzati, ed uno dell'altro, e viceversa. Dato il numero di forze dispiegate sul confine, si ipotizzò che l'Esercito iracheno avrebbe proseguito l'offensiva, dopo la cattura di Khafji, per impossessarsi dei pozzi petroliferi a Dammam.
|                  | T-72                    | T-55                  | T-62                   | BMP-1           |
| ---------------- | ----------------------- | --------------------- | ---------------------- | --------------- |
| Peso             | 37,6 t                  | 36 t                  | 40 t                   | 13,9 t          |
| Cannone          | 125 mm 2A46D smoothbore | 100 mm D-10T2S rifled | 115 mm U-5T smoothbore | 73 mm 2A2B Grom |
| Munizioni        | 44 cariche              | 43 cariche            | 40 cariche             | 40 cariche      |
| Autonomia        | 480 km                  | 500 km                | 300–450 km             | 500 km          |
| Motore           | 780 hp                  | 580 hp                | 580 hp                 | 300 hp          |
| Velocità massima | 60 km/h                 | 50 km/h               | 50 km/h                | 40 km/h         |

## Piano di battaglia
L'attacco avrebbe previsto un'offensiva lungo quattro direttive. La 1ª Divisione Meccanizzata avrebbe oltrepassato la 7ª e la 14ª Divisione di Fanteria per proteggere il fianco della 3ª Divisione Corazzata con un blocco a ovest della città, mentre la 5ª Divisione Meccanizzata avrebbe preso il controllo di Khafji. La 1ª Divisione Meccanizzata e la 3ª Divisione Corazzata si sarebbero quindi ritirate in Kuwait mentre la 5ª Divisione avrebbe atteso la controffensiva della Coalizione. L'obiettivo principale prevedeva di infliggere il maggior numero di perdite alla Coalizione e prendere prigionieri che sarebbero serviti nelle trattative con la Coalizione stessa.
Quando gli iracheni si diressero verso il confine saudita, vennero attaccati dagli aerei della Coalizione. Presso la foresta di Al-Wafrah, circa 1 000 veicoli blindati iracheni furono attaccati dagli Harrier. Un altro convoglio fu colpito dagli A-10, che distrussero il primo e l'ultimo veicolo prima di attaccare il resto del convoglio. Questi attacchi aerei impedirono alla maggior parte delle truppe irachene di prepararsi e di prendere parte all'offensiva.

## Battaglia
Il 27 gennaio 1991, il presidente iracheno Saddam Hussein incontrò a Bassora i due comandanti che avrebbero guidato l'operazione dove il generale Mahmoud gli confermò che Khafji sarebbe stata sua entro il 30 gennaio. Durante il ritorno a Baghdad, il suo convoglio fu attaccato dagli aerei della Coalizione ma per lui non vi furono conseguenze.
Per tutto il 28 di quel mese, la Coalizione ricevette diversi avvertimenti di una imminente offensiva irachena. Mentre la Coalizione testava due nuovi E-8 Joint STARS questi individuarono il movimento di forze irachene dirette verso Khafji. Le Postazioni d'Osservazione 2, 7 e 8 identificarono anche molti ricognitori iracheni lungo la frontiera e dovendo quindi richiedere il supporto aereo e d'artiglieria per tutta la giornata. Il Comando statunitense fu avvertito di un possibile attacco nemico ma poiché erano tutti occupati con la campagna aerea non presero in considerazione l'avvertimento e l'assalto iracheno fu praticamente una sorpresa.

### Offensiva irachena: 29 gennaio

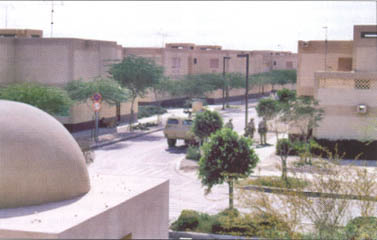
Khafji prima della battaglia

L'offensiva dell'Iraq cominciò la notte del 29 gennaio, quando circa 2 000 soldati a bordo di diverse centinaia di veicoli corazzati si diressero verso sud. Il primo scontro terrestre tra iracheni e Coalizione della Guerra del Golfo avvenne vicino alla Postazione 4, la centrale di polizia di al-Zabr. Ad alcune unità della 6ª Brigata Corazzata, a cui fu ordinato di conquistare l'altura vicino al-Zabr, dovettero scontrarsi contro le unità della Coalizione presenti in zona. Alle 20:00, i Marines statunitensi alla Postazione, che avevano notato il gruppo di forze nemiche con i loro dispositivi notturni, tentarono di comunicare con il Quartier Generale del loro battaglione ma non ricevettero risposta. Il contatto non riuscì prima di mezzora, cioè fino a quando non venne ordinato alla Task Force Shepard di contrastare la minaccia. I soldati della Coalizione alla Postazione 4 aprirono il fuoco sulla colonna irachena ma fu tutto inutile e il fuoco pesante di risposta costrinse loro alla ritirata.
Per coprire la ritirata, il plotone con veicoli anticarro avanzò ingaggiando gli iracheni. Uno dei mezzi ricevette il permesso di attaccare ciò che riteneva essere un carro armato iracheno. Tuttavia il missile distrusse un veicolo alleato un centinaio di metri più avanti. Nonostante la perdita il plotone continuò ad avanzare sparando stavolta contro i corazzati nemici; i colpi non distrussero i veicoli ma disorientarono i comandanti dei carri.
Ben presto, diversi velivoli A-10 giunse sul luogo ma non riuscirono a identificare i bersagli e dovettero sganciare dei razzi illuminanti. Uno di questi razzi cadde su un veicolo statunitense e, anche se il veicolo segnalò la sua posizione, venne colpito da un missile AGM-65 Maverick che uccise l'equipaggio intero tranne il pilota. In seguito all'incidente, la compagnia fu fatta ripiegare e i veicoli rimasti si riorganizzarono in una compagnia vicina. Con la Postazione 4 evacuata, la 6ª Brigata Corazzata irachena ripiegò oltre il confine ad al-Wafrah sotto il fuoco pesante dell'aviazione della Coalizione. La Coalizione perse 11 uomini per il fuoco amico e nessuno in combattimento.
Mentre gli eventi alla Postazione 4 non erano chiari, la 5ª Divisione Meccanizzata attraversò il confine saudita vicino alla Postazione 1. Una compagnia del 2º Battaglione di Fanteria Corazzata Leggero, che stava osservando gli iracheni, riportarono l'avvistamento di una colonna di 60 - 100 BMP. La colonna fu attaccata dagli A-10 e dagli Harrier della Coalizione. Alla colonna ne seguì un'altra con circa 29 carri. Uno dei carri T-62 fu colpito da un missile e distrutto. Il supporto aereo della Coalizione, da parte di A-10 e F-16, respinse il nemico fino al confine con il Kuwait. Gli aerei continuarono ad ingaggiare la colonna irachena per tutta la notte, fino al mattino. Un'altra colonna di carri giunse alla Postazione 2 dove fu fermata e respinta nella notte dall'aviazione.

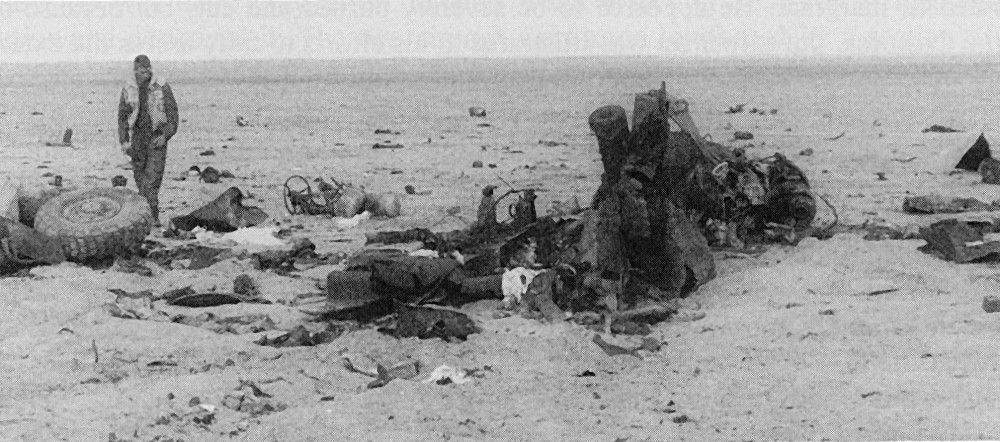
Veicolo della Coalizione distrutto da un missile anticarro alleato alla Postazione 4, vicino al-Wafra

Un'ultima colonna irachena attraverso il confine saudita a est, lungo la costa, diretta verso Khafji. Ai carri iracheni si oppose il 5º Battaglione saudita della 2ª Brigata della Guardia nazionale saudita. Il battaglione ripiegò dopo essere stato colpito dal fuoco pesanti e gli venne ordinato non attaccare ulteriormente le forze irachene. Anche alcune unita della 8ª e 10ª Brigata si opposero alla colonna ma ricevettero anch'essi l'ordine di ritiro lasciando quindi la strada libera per la città. A questo punto, una colonna di T-55 iracheni attraversò il confine saudita segnalando di volersi arrendere. Quando però i sauditi vi si avvicinarono gli iracheni aprirono il fuoco su di loro; il supporto di un AC-130 della Coalizione contribuì a fermare gli iracheni, distruggendo 13 veicoli.
Nonostante tutto, l'avanzata irachena verso Khafji continuò, sopportando i ripetuti attacchi degli AC-130. Il tentativo saudita di fermare l'avanzata con il supporto aereo fallì e l'intervento navale dal Golfo non giunse mai. Khafji fu così occupata circa alle 00:30 del 30 gennaio, dove due squadre di ricognizione dei Marines rimasero intrappolate fra i nemici. Le squadre occuparono due appartamenti nella zona sud della città e chiesero il fuoco d'artiglieria sulla loro area per convincere gli iracheni a non cercare nemici in quella zona. Nella notte, aerei ed elicotteri della Coalizione continuarono ad attaccare i carri e l'artiglieria iracheni.

### Risposta della Coalizione: 30 gennaio
Preoccupato per l'occupazione, il comandante saudita Al-Mutairi chiese al generale Norman Schwarzkopf di ordinare un'immediata campagna aerea contro la città. Tuttavia venne deciso che la città sarebbe stata riconquistata dalle stesse forze arabe. Il compito finì al 7º Battaglione della 2ª Brigata della Guardia nazionale saudita, formata da fanteria saudita e due compagnie di carri qatarioti. Questi sarebbero stati supportati dalle Forze Speciali statunitensi e dai ricognitori dei Marines.
Il comando del battaglione venne dato al tenente colonnello saudita Matar, che diede l'ordine di iniziare le manovre alle ore 17:00. A sud di Khafji, al battaglione si unirono delle unità del 3º Reggimento Marine e tutti assieme attaccarono la città. Gli scontri che seguirono nella notte furono i primi nell'intera storia del Qatar. A sud della città, un plotone di carri T-55 iracheni attaccò una compagnia di corazzati qatarioti i quali distrussero 3 veicoli iracheni con gli AMX-30 e ne catturarono un quarto. Mancando ogni supporto d'artiglieria coordinato, questo compito venne affidato all'11º Reggimento Marine.

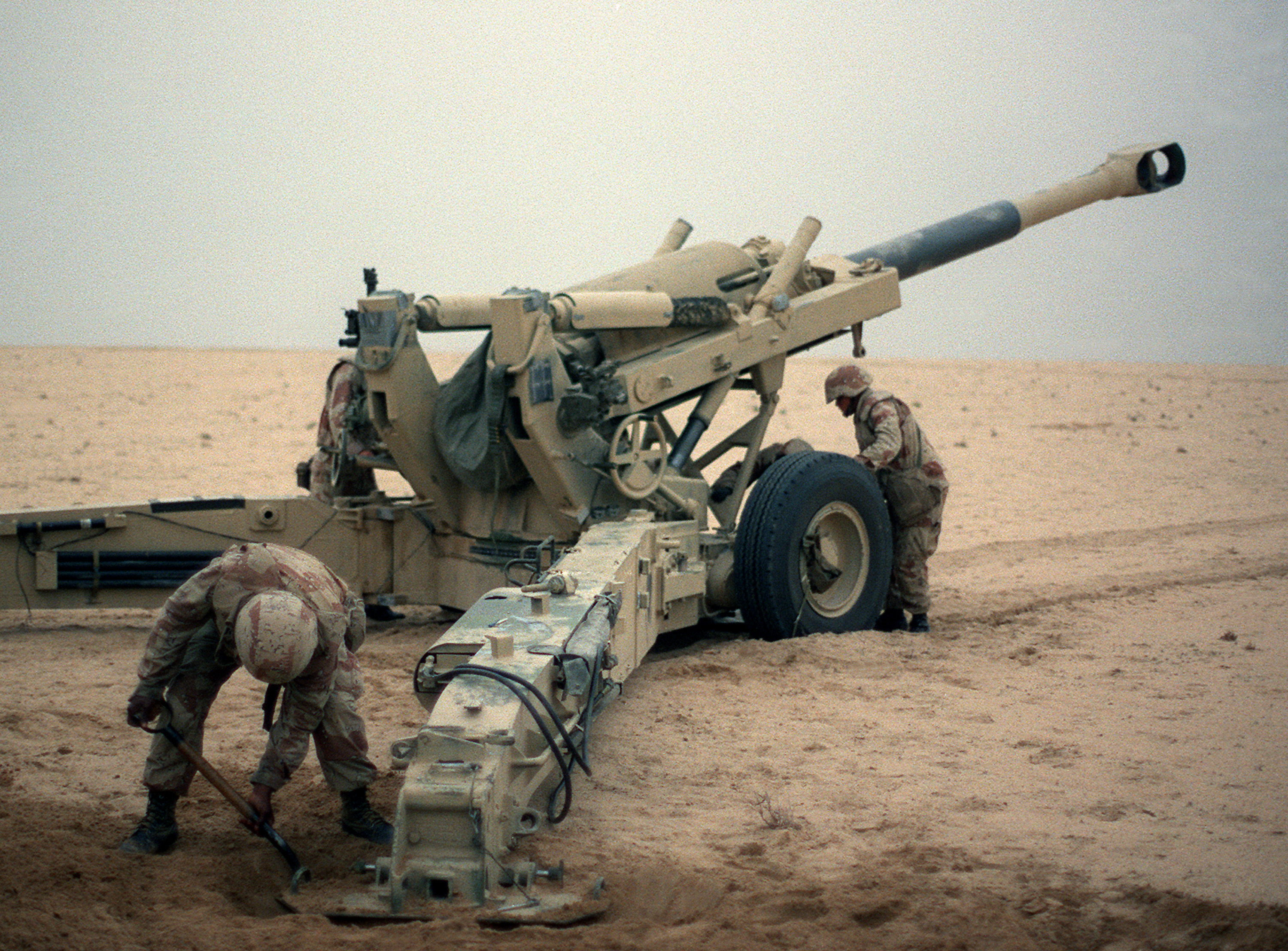
Pezzo d'artiglieria dell'11º Reggimento Marine

Un primo attacco alla città fu respinto con il fuoco pesante iracheno che costrinse i sauditi a rinforzare il loro battaglione con altre due compagnie saudite. Il successivo attacco fu preceduto da quindici minuti di bombardamento d'artiglieria americano durante il quale però gli iracheni riuscirono a distruggere un veicolo da trasporto V-150 saudita.
Nel frattempo, il 5º Battaglione della 2ª Brigata della Guardia nazionale saudita si diresse a nord di Khafji per bloccare i rifornimenti iracheni, rafforzati dall'8ª Brigata del Ministero della Difesa e dell'Aviazione e con il supporto aereo della Coalizione. Anche se la paura del fuoco amico spinse l'8ª Brigata a ritirarsi il mattino seguente, gli aerei della Coalizione riuscirono a fermare i rinforzi iracheni diretti alla città e costringendo molti soldati iracheni ad arrendersi ai sauditi.
Nella notte, due trasporti pesantemente equipaggiati americani entrarono in città, sembrerebbe perdendosi, e furono attaccati dagli iracheni. Anche se un veicolo riuscì a fuggire, i due piloti del secondo mezzo furono feriti e fatti prigionieri. Il 3º Battaglione, 3º Reggimento Marine, organizzò una squadra di trenta uomini per andare a recuperarli, i quali però non riuscirono a trovare i loro compagni, ormai portati via dagli iracheni. I Marine però trovarono un AMX-30 qatariota in fiamme con i membri dell'equipaggio morti mentre i due prigionieri furono rilasciati dopo la guerra. Nel frattempo, un AC-130 statunitense venne abbattuto da un missile SAM iracheno, uccidendo i quattordici membri dell'equipaggio.
L'interdizione da parte degli aerei della Coalizione e delle forze saudite e qatariote ebbe effetti sulle truppe di terra. Riferendosi al nome che Saddam Hussein diede allo scontro con la Coalizione, "la madre di tutte le battaglie", il generale iracheno Mahmud riferì, in una richiesta di ritirata, "la madre sta uccidendo i suoi figli". Sin dall'inizio della battaglia, le forze aeree della Coalizione compirono almeno 350 voli contro unità irachene nell'area e nella notte tra il 30 e il 31 gennaio cominciarono ad attaccare il 3º Corpo d'Armata iracheno lungo il confine saudita.

### Ricattura della città: 31 gennaio - 1º febbraio
Il 31 gennaio, i tentativi di riconquista di Khafji ripresero. L'attacco iniziò alle ore 08:30 incrociando subito il fuoco iracheno che mise fuori alcuni V-150 sauditi. L'8º Battaglione saudita ricevette, alle 10:00, l'ordine di dirigersi in città mentre il 5º Battaglione, più a nord, si scontrò con una colonna di carri iracheni diretti in città. Gli scontri portarono alla distruzione di 13 corazzati iracheni e alla cattura di altri 6 mezzi e 116 soldati, al costo di due morti e due feriti sauditi. L'8º Battaglione attaccò la città da nord-est, unendosi al 7º Battaglione; assieme liberarono la porzione meridionale della città, fino a quando il 7º Battaglione non dovette rientrare alla base per riarmarsi, verso le 18:30, lasciando l'8º in città.
L'8º Battaglione continuò a liberare gli edifici e, sino al momento in cui il 7º si ritirò, i sauditi avevano per 68 uomini, di cui 18 morti, e 7 V-150. Gli aerei della Coalizione continuarono a dare supporto per tutto il giorno e la notte. Un veterano della guerra Iran-Iraq in seguito menzionò, riguardo alla potenza aerea della Coalizione, che "provocarono loro più danni alla brigata in mezzora di quanto abbia visto in otto anni di combattimenti con gli iraniani". Durante la battaglia, una forza irachena anfibia venne inviata sulla costa per dirigersi poi in città. Quando le loro imbarcazioni attraversarono il Golfo Persico verso la città, i velivoli britannici e americani colsero in mare aperto gli iracheni e distrussero in gran parte le loro forze.
Le unità saudite e qatariote rinnovarono l'assalto il giorno seguente. Due compagnie irachene, con 20 veicoli corazzati, erano rimaste in città nella notte, senza compiere alcuna operazione. Mentre l'8º Battaglione saudita continuò le operazioni nella zona meridionale della città, il 7º Battaglione iniziò ad avanzare verso nord, dove la resistenza irachena fu sporadica e molti soldati iracheni si arresero; a conclusione di ciò, la città venne liberata completamente il 1º febbraio 1991.

## Conseguenze
Durante la battaglia, le forze della Coalizione perse 43 uomini e 52 rimasero feriti. Venticinque dei morti erano americani, di cui undici uccisi dal fuoco amico e quattordici erano a bordo dell'AC-130 abbattuto dagli iracheni. Due dei feriti erano americani e altri due soldati furono fatti prigionieri. I sauditi e i qatarioti persero in tutto diciotto uomini e cinquanta furono i feriti. Due AMX-30 qatarioti e tra i sette e i dieci corazzati leggeri sauditi furono distrutti. Gli iracheni affermarono di aver perso 71 uomini, 148 feriti e 702 dispersi. Gli Stati Uniti indicano invece un totale di 300 morti iracheni e almeno 90 veicoli distrutti. Un'altra fonte suggerisce che i morti iracheni furono 60 e almeno 400 furono i prigionieri mentre non meno di 80 corazzati furono messi fuori uso; queste vittime sono comunque da attribuire ai combattimenti in città e poco a nord della stessa. Al di là dell'esattezza dei conteggi, relativi alle vittime irachene, tre divisioni pesanti irachene furono quasi totalmente distrutte.

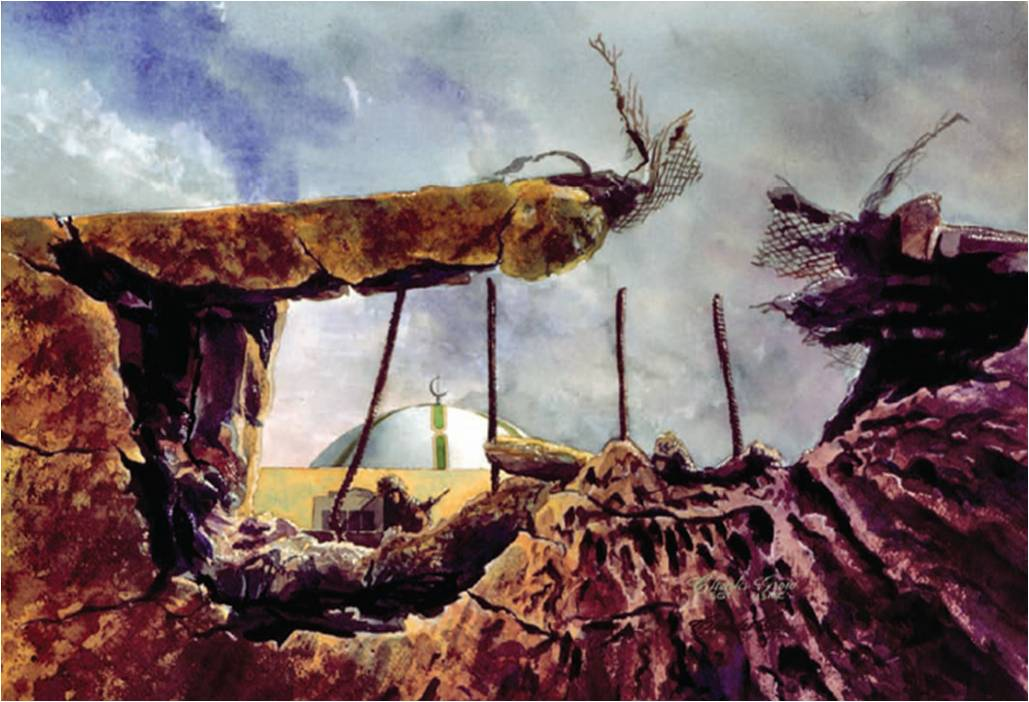
Dipinto Cleaning up Khafji (Ripulendo Khafji).

La cattura di Khafji fu una vittoria propagandistica per gli iracheni: il 30 gennaio la radio irachena affermò che l'esercito aveva "espulso gli americani dal territorio arabo". Per molti nel mondo arabo, la battaglia di Khafji fu vista come una vittoria irachena e Saddam Hussein fece ogni tentativo possibile per trasformare lo scontro in una vittoria politica. D'altra parte, la fiducia delle forze americane sulle capacità dei soldati sauditi e qatarioti crebbe nel corso della battaglia. Dopo Khafji, i leader della Coalizione cominciarono a percepire l'esercito iracheno come una "forza vacua" che fornì loro l'impressione del grado di resistenza che riscontrarono le forze terra della Coalizione nelle operazioni di terra che sarebbero cominciate il mese seguente. La battaglia fu una vittoria propagandistica anche per l'Arabia Saudita, che difese con successo il proprio territorio.
Tralasciando il successo negli scontri tra il 29 gennaio e il 1º febbraio, la Coalizione non lanciò la sua offensiva principale in Kuwait ed Iraq prima della notte tra il 24 e il 25 febbraio. L'invasione dell'Iraq fu completa quarantotto ore dopo. La battaglia di Khafji fu un esempio moderno di come l'abilità aerea serva come supporto alle forze di terra. Offrì inoltre alla Coalizione un'indicazione del modo in cui l'Operazione Desert Storm sarebbe stata combattuta ma avvertì anche sulle possibili future vittime del fuoco amico, che causò non meno della metà delle vittime americane.